# Soy mi soberano
«Soy mi soberano» es una canción de rock de Argentina, escrita por Gustavo Cordera. Es el cuarto tema que forma parte de su disco En la Caravana Mágica Vol.2, junto a su banda La Caravana Mágica, editado en el año 2012. 

## Historia
La canción fue compuesta a mediados de 2012 en Florida; Estados Unidos, durante la grabación de En la Caravana Mágica, en los estudios Unísono, propiedad de Gustavo Cerati.
La letra es autoreferencial, en la que su autor desnuda toda su sensibilidad creativa y reconoce la oscuridad, como un punto de partida necesario para cambiar.
Esta canción fue su primer corte de difusión y tuvo un videoclip oficial.

## Composición
La canción contiene un total de catorce estrofas y está acompañada solamente de cuatro notas: C#m, La, Mi  y Si. 